# (22768) 1999 AU32
(22768) 1999 AU32 est un astéroïde de la ceinture principale d'astéroïdes découvert en 1999.

## Description
(22768) 1999 AU32 a été découvert le 15 janvier 1999 à l'observatoire de Kitt Peak, situé dans l'Arizona (États-Unis), par le projet Spacewatch de l’université de l'Arizona.

### Caractéristiques orbitales
L'orbite de cet astéroïde est caractérisée par un demi-grand axe de 2,86 UA, un périhélie de 2,84 UA, une excentricité de 0,01 et une inclinaison de 1,53° par rapport à l'écliptique. Du fait de ces caractéristiques, à savoir un demi-grand axe compris entre 2 et 3,2 UA et un périhélie supérieur à 1,666 UA, il est classé, selon la JPL Small-Body Database, comme objet de la ceinture principale d'astéroïdes.

### Caractéristiques physiques
(22768) 1999 AU32 a une magnitude absolue (H) de 14,4 et un albédo estimé à 0,144.